# Cueva del Hierro
Cueva del Hierro est une municipalité espagnole de la province de Cuenca, dans la région autonome de Castille-La Manche.
Elle tire son nom (en français « la grotte de fer ») d'un important gisement de fer exploité dès le VIe siècle av. J.-C. La mine de fer située dans la commune a connu une intense activité à l'époque romaine et a été exploitée jusque dans les années 1960. Elle est aujourd'hui ouverte à la visite.